# Cibotogaster azurea
Cibotogaster azurea är en tvåvingeart som först beskrevs av Gerstaecker 1857.  Cibotogaster azurea ingår i släktet Cibotogaster och familjen vapenflugor. Inga underarter finns listade i Catalogue of Life.